# Quadrizeps-Sehnenruptur
Die Quadrizeps-Sehnenruptur ist ein Riss der Sehne des großen Beinstreckers (Musculus rectus femoris), meist unmittelbar an seinem Ansatz an der Kniescheibe (Patella) oder wenige Zentimeter oberhalb.

## Ursachen

MRT-Bild einer Quadrizepssehnenruptur

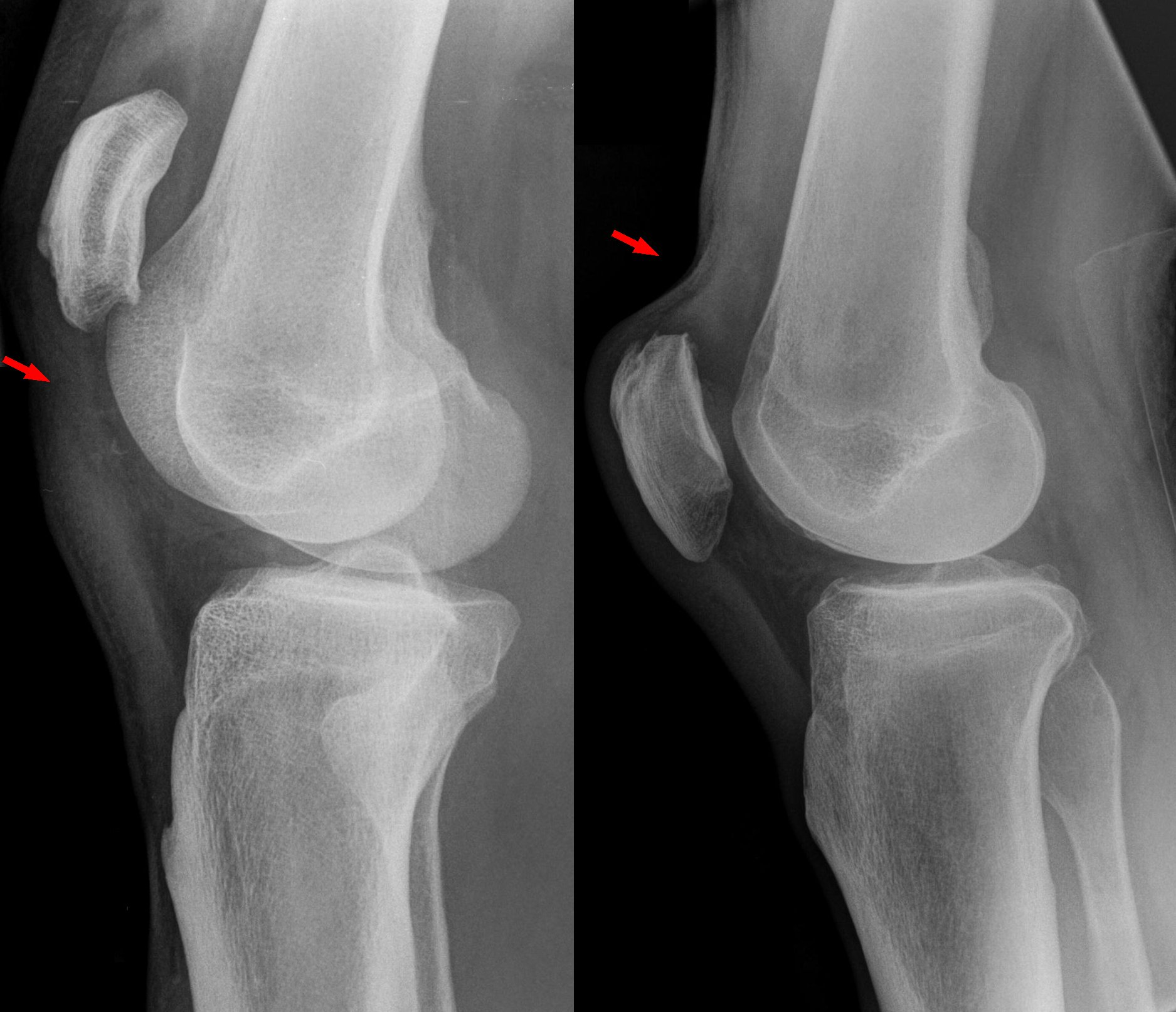
Röntgenbild seitlich: Links Riss der Patellarsehne:
Die Kniescheibe wird nach oben gezogen. Rechts Riss der
Quadrizeps-Sehne: Deutliche Delle im Weichteil über der Kniescheibe.

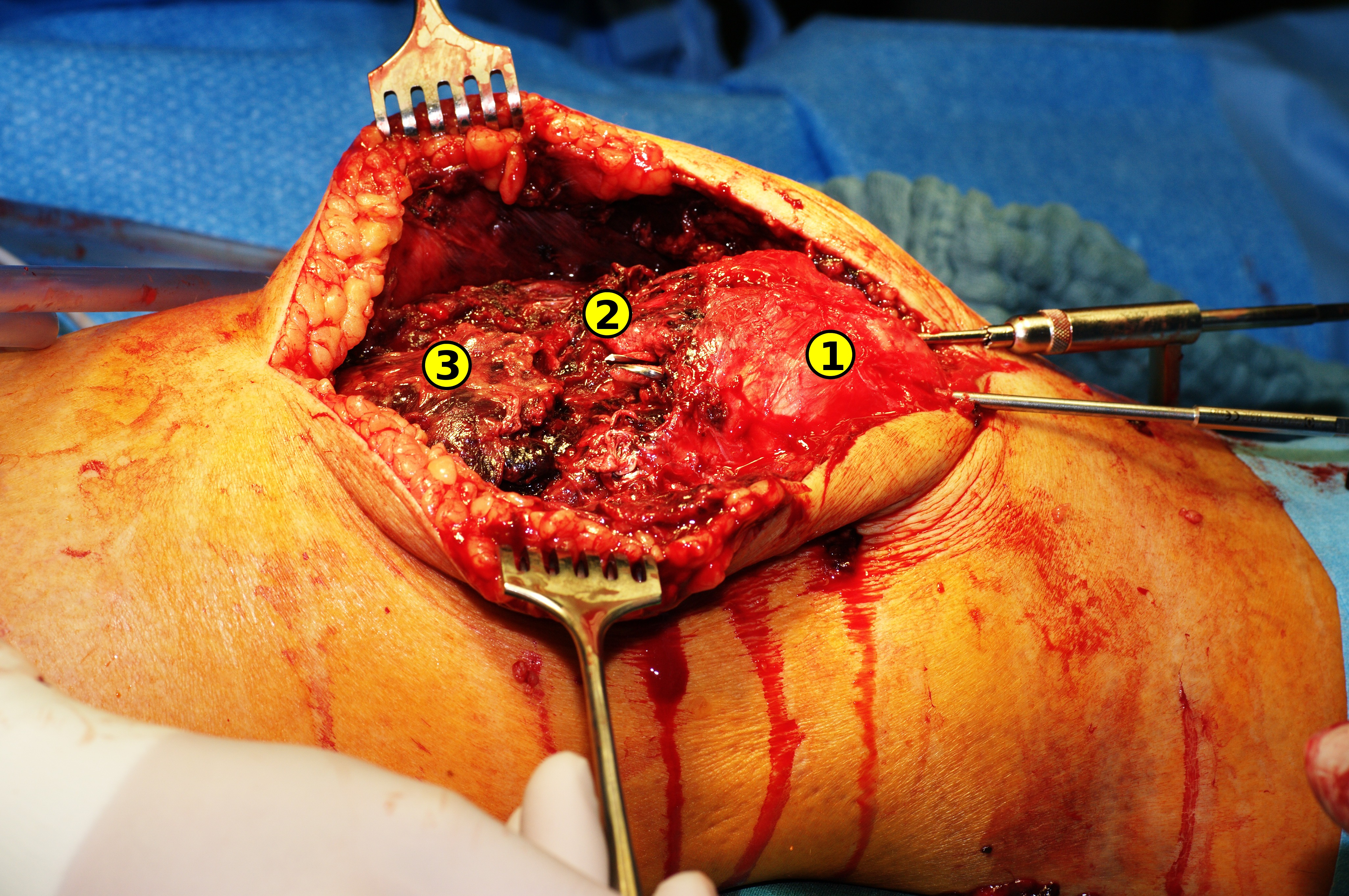
Operationsbild:
1. Kniescheibe
2. Abrissstelle am oberen Pol mit vorgelegten Bohrkanälen
3. Stumpf der Quadrizepssehne

Dem Riss der Quadrizepssehne liegt meist ein Überspannungstrauma gegen Widerstand oder eine starke Anspannung in Beugestellung des Kniegelenks zugrunde. Betroffen sind vorwiegend ältere Patienten mit degenerativen (hyaline Degeneration) Veränderungen der Sehne. Mitverursachend sind gelegentlich Stoffwechsel- und Durchblutungsstörungen, wiederholte "Mikrotraumen" und -gelegentlich- wiederholte Injektionen in die Sehne.

## Diagnostik
Der typisch lokalisierte Schmerz, die Unfähigkeit, das Kniegelenk gegen Widerstand zu strecken, sowie die meist gut tastbare Lücke in der Sehne machen die Verletzung meist schon klinisch eindeutig erkennbar. In Zweifelsfällen, wenn beispielsweise die Untersuchbarkeit des Kniegelenks durch starke Schwellung und Schmerzen eingeschränkt ist, kann eine Sonografie oder eine Magnetresonanztomographie (MRT bzw. Kernspintomographie) Klarheit schaffen. Eine tastbare Lücke in der Sehne bei erhaltener Streckfähigkeit weist auf eine inkomplette Ruptur hin, die oft nicht operativ versorgt werden muss.

## Therapie
Die Therapie der kompletten Ruptur ist in der Regel die Sehnennaht. Hierbei werden die Nähte meist, da der Riss häufig direkt am Kniescheibenansatz oder knapp oberhalb liegt, durch in der Kniescheibe angelegte Bohrkanäle geführt. Die Nachbehandlung besteht aus der primären Ruhigstellung des Kniegelenkes im Gips oder mittlerweile häufiger in einer Orthese. Mit letzterer kann nach vier bis sechs Wochen die Beugung des Kniegelenkes Schritt für Schritt in definiertem Ausmaß freigegeben werden. An die Freigabe der Beugung nach sechs bis zehn Wochen schließt sich eine intensive krankengymnastische Übungsbehandlung an, die zum einen der Kräftigung der mittlerweile atrophierten Oberschenkelmuskulatur, zum anderen der Förderung der Beweglichkeit im Kniegelenk dient.

## Prognose
Bei konsequent durchgeführter Primär- und Nachbehandlung ist die Prognose günstig, meist kann die vollständige Wiederherstellung der Funktion des Streckapparates erzielt werden. Durch zu frühe Freigabe der Beugung, aber auch durch postoperative Wundinfektionen kann das Ergebnis gefährdet werden. Je nach Ausgangslage kommen allerdings besonders bei degenerativ vorgeschädigten Patienten erneute Rupturen der Sehne vor.

## Weitere Bildbeispiele

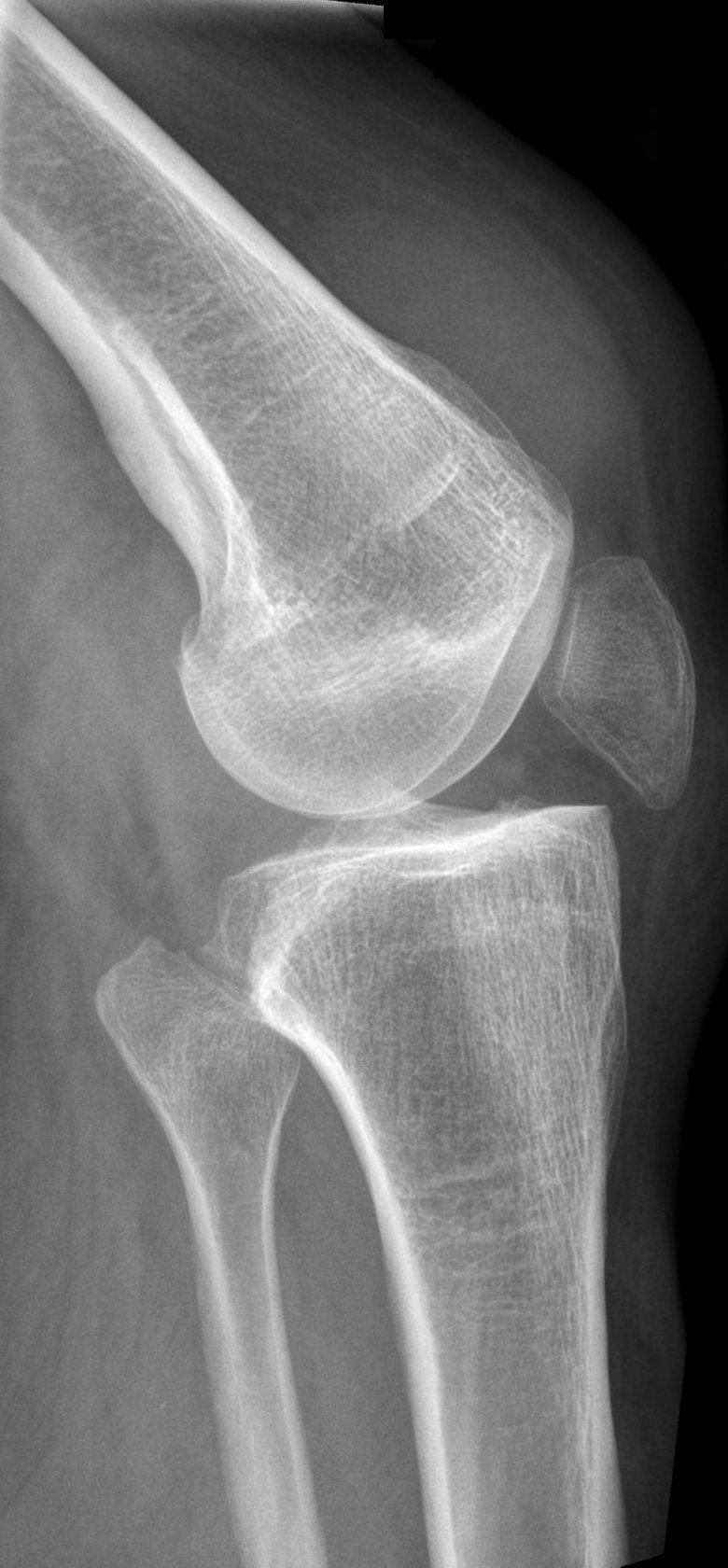
Kompletter Riss mit tief stehender Patella
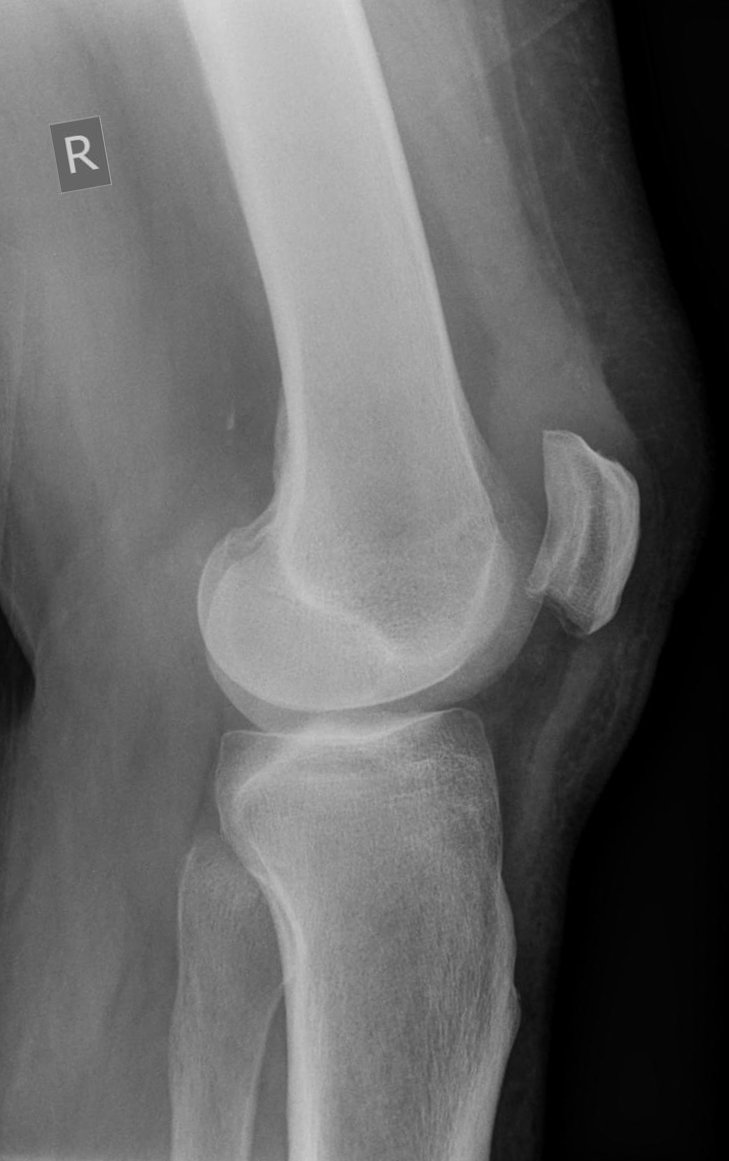
Teilriss der Sehne, die auch im Röntgenbild aufgetrieben (eingeblutet) sichtbar ist
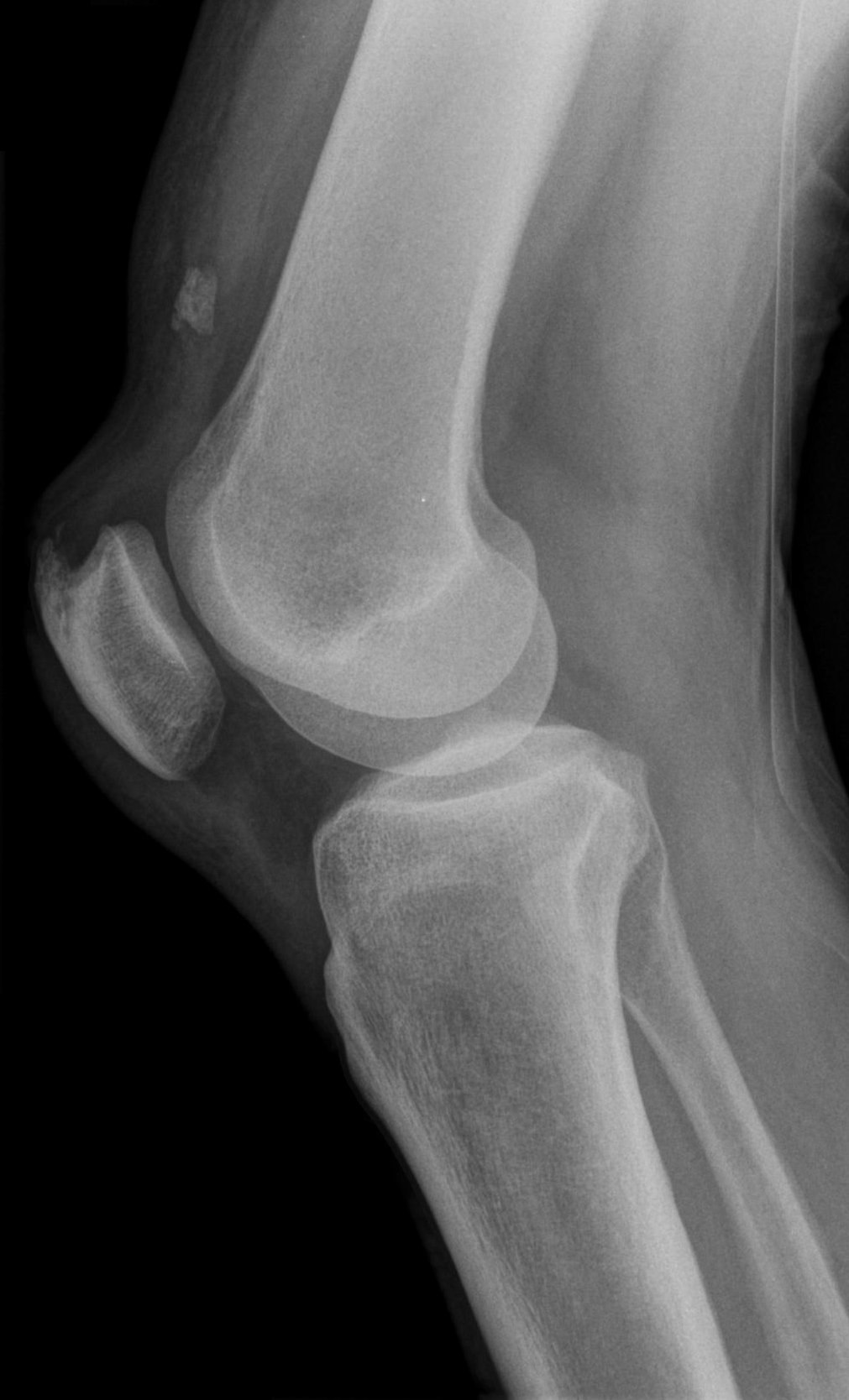
Riss der Sehne bei Vorschädigung mit Sehnenansatzverkalkungen, die jetzt nach oben gezogen sind